# Rameldange
Rameldange (en luxemburguès: Rammeldang) és un poble de la comuna de Niederanven del districte de Luxemburg al cantó de Luxemburg. Està a uns 9 km de distància de la Ciutat de Luxemburg.